# Redistribuição de riqueza e renda

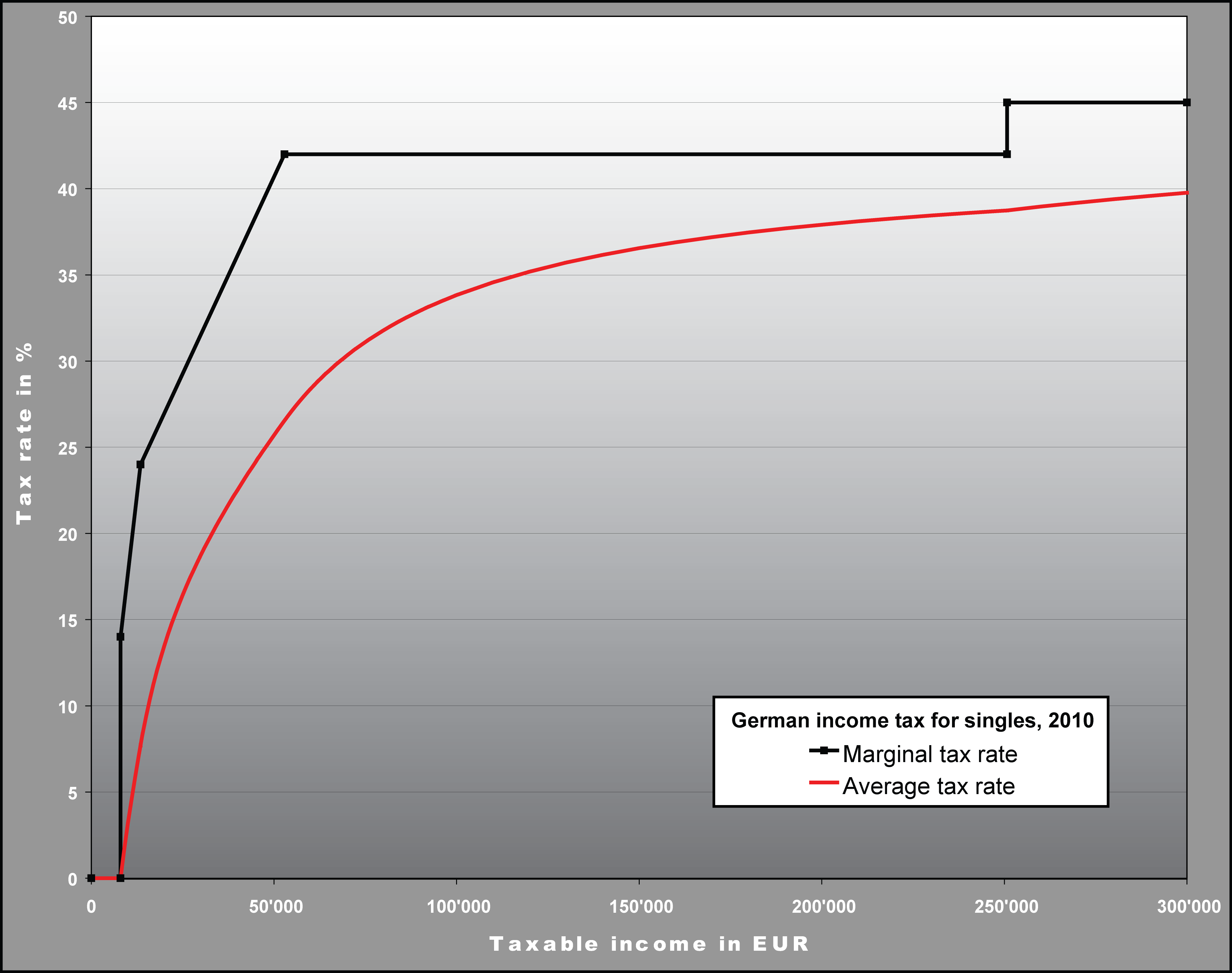
Taxas de imposto progressivos alemãs para diferentes rendimentos. Sistemas tributários progressivos exigem que os ricos paguem impostos a taxas mais altas, para possibilitar a obtenção de somas totais maiores para pagar as funções governamentais. Alguns argumentam que tais sistemas são principalmente para redistribuição de riqueza.

Redistribuição de riqueza e renda são as transferências de renda e riqueza (incluindo propriedade física) de alguns indivíduos para outros por meio de um mecanismo social como tributação, caridade, assistência social, serviços públicos, reforma agrária, políticas monetárias, confisco, divórcio ou leis de responsabilidade civil. O termo difere de distribuição de renda ou da distribuição de riqueza, referindo-se tipicamente à redistribuição em toda a economia, e não entre indivíduos selecionados.
Interpretações desta frase variam, dependendo das perspectivas pessoais, das ideologias políticas e do uso seletivo de estatísticas. É frequentemente ouvido na política, geralmente referindo-se a redistribuições percebidas daqueles que têm mais para aqueles que têm menos. Ocasionalmente, no entanto, ele é usado para descrever leis ou políticas que causam redistribuições opostas que mudam a carga monetária de indivíduos ricos para pessoas de baixa renda.
A frase pode ser emocionalmente carregada e usada para exagerar ou interpretar mal as motivações dos oponentes durante os debates políticos. Por exemplo, se um político pede aumento de impostos em indivíduos de renda mais alta, seu único foco pode ser levantar fundos para programas específicos do governo, explorar as maiores fontes disponíveis e perceber que trabalhadores com salários baixos têm pouco ou nenhum excesso de renda para gerar receitas a partir de impostos. Os opositores políticos podem argumentar que a principal motivação desse político é redistribuir a riqueza, quando a redistribuição não é seu verdadeiro objetivo.
A frase é frequentemente associada ao termo "guerra de classes", com os que recebem altos rendimentos e os ricos retratados como vítimas de injustiça e discriminação.
A política fiscal de redistribuição não deve ser confundida com políticas de distribuição. "Distribuição" é a ideia de que o Estado deve tentar evitar as desigualdades ocorrendo em primeiro lugar, e não através do sistema tributário e de benefícios, uma vez que tenham ocorrido. Por exemplo, uma política de distribuição do governo pode exigir que os empregadores paguem a todos os empregados um salário justo, e não apenas um salário mínimo, como uma resposta "de baixo para cima" às desigualdades gerais de renda ou às altas taxas de pobreza.
Muitas propostas de taxação alternativas foram lançadas sem a vontade política de alterar o status quo. Um exemplo é a proposta " Regra Buffett ", que é um modelo híbrido de tributação composto por sistemas opostos, destinado a minimizar o favoritismo do modelo do imposto especial de juros.
Os efeitos de um sistema de redistribuição são ativamente debatidos em bases éticas e econômicas. O assunto inclui a análise de suas justificativas, objetivos, meios e eficácia da política. Uma pesquisa de 2003 entre 264 membros da American Economic Association descobriu que 71,2% deles apoiam a redistribuição, enquanto 20,4% se opõem a isso, e 7,2% tinham sentimentos contraditórios.

## Histórico
Nos tempos antigos, a redistribuição funcionava como uma economia palaciana. Essas economias eram centralizadas em torno da administração, então o ditador ou faraó tinha tanto a capacidade quanto o direito de dizer quem era taxado e quem recebia tratamento especial.
Outra forma inicial de redistribuição de riqueza ocorreu em Plymouth Colony sob a liderança de William Bradford. Bradford registra em seu diário que esse "caminho comum" gerou confusão, descontentamento, desconfiança, e os colonos consideraram isso como uma forma de escravidão.
Um termo estreitamente relacionado, Distributismo (também conhecido como distribucionismo ou distributivismo) é uma ideologia econômica que se desenvolveu na Europa no final do século XIX e início do século XX com base nos princípios da doutrina social católica, especialmente os ensinamentos do Papa Leão XIII em sua encíclica Rerum novarum. e o Papa Pio XI em Quadragesimo anno. Mais recentemente, o Papa Francisco, em sua Evangelii Gaudium, ecoou as primeiras declarações papais.

## Papel nos sistemas econômicos
Diferentes tipos de sistemas econômicos apresentam diferentes graus de intervencionismo, com o objetivo de redistribuir a renda, dependendo de quão desiguais são suas distribuições iniciais de renda. Economias capitalistas de livre mercado tendem a apresentar altos graus de redistribuição de renda. No entanto, o governo do Japão se envolve em redistribuição muito menor porque sua distribuição inicial de salários é muito mais igual que as economias ocidentais. Da mesma forma, as economias socialistas planejadas da antiga União Soviética e do bloco Oriental apresentavam muito pouca redistribuição de renda, porque o capital privado e a renda da terra - os principais propulsores da desigualdade de renda nos sistemas capitalistas - eram praticamente inexistentes; e porque os salários foram fixados pelo governo nessas economias.

## Formas modernas de redistribuição
Hoje, a redistribuição de renda ocorre de alguma forma na maioria dos países democráticos por meio de políticas econômicas. Algumas políticas redistributivas tentam tirar riqueza, renda e outros recursos dos “ricos” e entregá-los aos “pobres”, mas muitas redistribuições vão para outro lugar.
Em seu artigo, Redistribuição, Dwight R. Lee afirma:
| “… A maioria das transferências governamentais não são dos ricos para os pobres. Em vez disso, o governo toma do relativamente desorganizado (por exemplo, consumidores e contribuintes em geral) e dá para os relativamente organizados (grupos politicamente organizados em torno de interesses comuns, como idosos, produtores de açúcar e produtores de aço). O fator mais importante na determinação do padrão de redistribuição parece ser a influência política e não a pobreza. “ “A transferência direta de dinheiro e serviços é apenas uma das maneiras pelas quais o governo transfere renda. Outra maneira é restringir a concorrência entre os produtores. A consequência inevitável - na verdade, a consequência pretendida - dessas restrições é enriquecer grupos organizados de produtores às custas dos consumidores. Aqui, as transferências são mais perversas do que com o Medicare e o Seguro Social. Eles ajudam produtores relativamente ricos às custas de consumidores relativamente pobres (e, em alguns casos, extremamente pobres). Muitas restrições governamentais à produção agrícola, por exemplo, permitem que os agricultores capturem bilhões de dólares dos consumidores através de preços mais altos dos alimentos (via programas de subsídios agrícolas). A maioria desses dólares vai para relativamente poucas grandes fazendas, cujos donos são muito mais ricos do que o contribuinte e o consumidor médios (ou o agricultor médio). Além disso, os agricultores ricos recebem a maior parte dos subsídios agrícolas diretos do governo. " |

Alguns consideram a política de imposto de renda de taxa progressiva do governo dos EUA como redistributiva, porque parte da receita tributária é destinada a programas sociais como assistência social e Medicare.
Em um sistema de imposto de renda progressivo , um trabalhador de alta renda pagará uma taxa de imposto mais alta (uma porcentagem maior de sua renda) do que uma pessoa de baixa renda; e, portanto, pagará mais dólares totais por pessoa.
Outros métodos baseados na tributação de redistribuição de renda são o imposto de renda negativo para pessoas com renda muito baixa e brechas fiscais (evasão fiscal) para os que estão em melhor situação.
Dois outros tipos comuns de redistribuição governamental de renda são subsídios e vouchers (como vale-refeição). Esses programas de transferência de pagamento são financiados por meio de tributação geral, mas beneficiam os grupos de interesse especial e as corporações pobres ou influentes. Embora as pessoas que recebem transferências de tais programas possam preferir receber dinheiro diretamente, esses programas podem ser mais aceitáveis para a sociedade do que a assistência em dinheiro, pois dão à sociedade algum controle sobre como os fundos são gastos.
Tem sido argumentado que o programa de seguridade social dos EUA redistribui a renda dos ricos para os pobres, mas a maioria daqueles que recebem a Previdência Social ganhou seus benefícios através de retenção de impostos de seus salários ou declarações de renda trimestrais, e a maioria dos benefícios é indexada ao ganho real. níveis de trabalhadores individuais. Apenas os trabalhadores de renda mais alta e baixa estão fora das taxas normais. Além disso, as deduções da Previdência Social são retiradas apenas dos primeiros US$ 200 000 em renda, sem que nada seja retirado de rendas mais altas. Em outras palavras, uma pessoa que ganha US$ 100 milhões por ano paga o mesmo imposto da Previdência Social que outro trabalhador que ganha US$ 200 000 por ano.
Ao contrário da crença popular, um estudo recente descobriu que, em geral, o sistema previdenciário era levemente regressivo contra os pobres e não redistributivo, uma vez que fatores importantes eram levados em conta (por exemplo, a maior expectativa de vida dos ricos quando comparada com a dos pobres, isso lhes dá mais anos para receber benefícios).
A redistribuição governamental de renda pode incluir um programa de benefício direto que envolva transferências em dinheiro ou a compra de serviços específicos para um indivíduo. Medicare é um exemplo. O Medicare é um programa de seguro de saúde administrado pelo governo que abrange pessoas com 65 anos ou mais, algumas pessoas mais jovens com deficiências e pessoas com doença renal terminal (insuficiência renal permanente que requer diálise ou transplante). Este é um programa de benefícios diretos porque o governo está fornecendo diretamente seguro de saúde para aqueles que se qualificam.
A diferença entre o índice de Gini para a distribuição de renda antes da tributação e o índice de Gini após a tributação é um indicador para os efeitos de tal tributação.
A redistribuição de riqueza pode ser implementada através da reforma agrária que transfere a propriedade da terra de uma categoria de pessoas para outra, ou através de impostos sobre herança ou impostos diretos sobre a riqueza . Antes e depois, os coeficientes de Gini para a distribuição da riqueza podem ser comparados.

## Objetivos
Os objetivos da redistribuição de renda são aumentar a estabilidade econômica e a oportunidade para os membros menos abastados da sociedade e, portanto, geralmente incluem o financiamento de serviços públicos.
Uma base argumentativa para a redistribuição é o conceito de justiça distributiva, cuja premissa é que o dinheiro e os recursos devem ser distribuídos de maneira a levar a uma sociedade socialmente justa e possivelmente financeiramente mais igualitária. Outro argumento é que uma classe média maior beneficia mais uma economia, permitindo que mais pessoas sejam consumidores, ao mesmo tempo em que oferece igualdade de oportunidades para os indivíduos alcançarem um melhor padrão de vida. Visto, por exemplo, no trabalho de John Rawls, outro argumento é que uma sociedade verdadeiramente justa seria organizada de maneira a beneficiar os menos favorecidos, e qualquer desigualdade seria permissível apenas na medida em que beneficiaria os menos favorecidos.
Alguns críticos argumentam que a riqueza e a desigualdade de renda são uma causa de crises econômicas, e que a redução dessas desigualdades é uma maneira de prevenir ou amenizar as crises econômicas, com a redistribuição beneficiando, assim, a economia como um todo. Essa visão estava associada à escola do sub-consumismo no século XIX, agora considerada um aspecto de algumas escolas de economia keynesiana; também foi avançado, por diferentes razões, pela economia marxiana. Foi particularmente avançado nos EUA na década de 1920 por Waddill Catchings e William Trufant Foster. Atualmente, existe um grande debate sobre até que ponto os extremamente ricos do mundo se tornaram mais ricos nas últimas décadas. Thomas Piketty têm estado na vanguarda desse debate, com o livro O Capital no século XXI  e com artigos em algumas publicações como The Economist.

### Obrigação Moral
O argumento de Peter Singer contrasta com o de Thomas Pogge em que ele afirma que temos como indivíduos, uma obrigação moral de ajudar os pobres.

## Efeitos econômicos da desigualdade

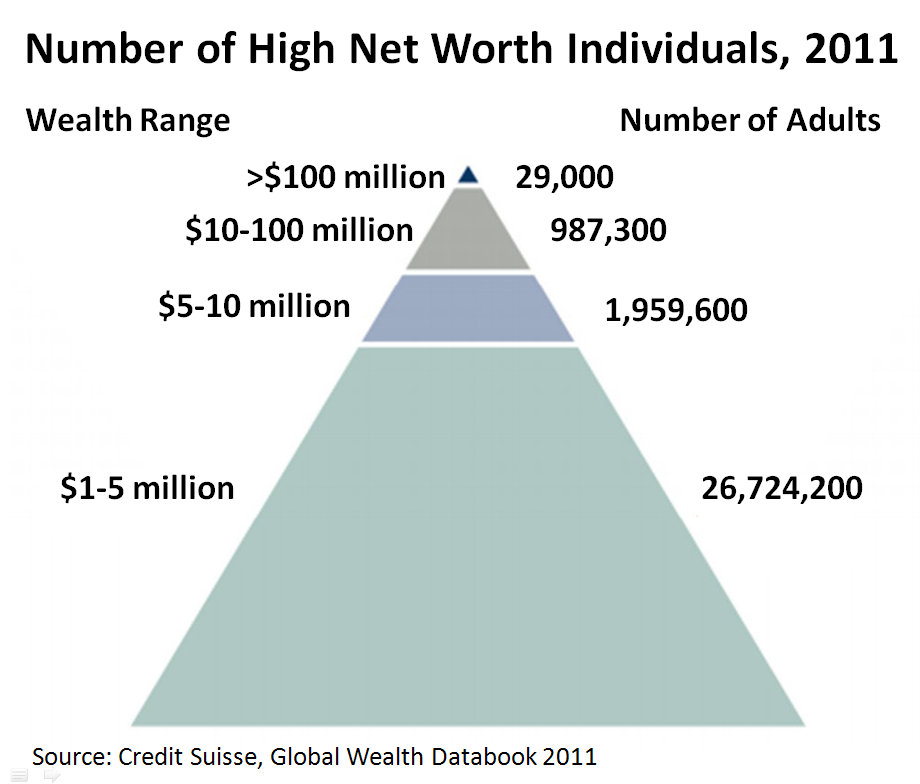
Número de indivíduos com alto patrimônio líquido no mundo, 2011.

Usando dados estatísticas de 23 países desenvolvidos e dos 50 estados dos EUA, os pesquisadores Britânicos Richard G. Wilkinson e Kate Pickett mostram uma correlação entre desigualdade de renda e taxas mais elevadas de problemas sociais e de saúde (obesidade, doenças mentais, homicídios, adolescentes nascimentos, encarceramento, delinquência juvenil, uso de drogas), e taxas mais baixas de bens sociais (expectativa de vida, desempenho escolar, de confiança entre estranhos, direitos da mulher, mobilidade social, mesmo número de patentes emitidas per capita). Os autores defendem a teste de que a desigualdade leva aos males sociais através do estresse psicossocial, por meio do estado de ansiedade que ela cria.
Um relatório de 2011 do Fundo Monetário Internacional, de Andrew G. Berg e Jonathan D. Ostry, encontrou uma forte associação entre níveis mais baixos de desigualdade e períodos sustentados de crescimento econômico. Os países em desenvolvimento (como Brasil, Camarões, Jordânia) com alta desigualdade "conseguiram iniciar o crescimento a taxas elevadas por alguns anos", mas "períodos de crescimento mais longos estão fortemente associados a uma maior igualdade na distribuição de renda".

## Críticas
A Teoria da escolha pública, afirma que a redistribuição tende a beneficiar aqueles com poder político para definir prioridades de gastos mais do que os necessitados, que não têm real influência sobre o governo.
Os economistas socialistas John Roemer e Pranab Bardhan criticam a redistribuição via taxação no contexto da social democracia no Modelo nórdico, destacando seu sucesso limitado em promover o igualitarismo relativo e sua falta de sustentabilidade. Eles apontam que a social democracia requer um forte movimento trabalhista para sustentar sua forte redistribuição, e que não é realista esperar que tal redistribuição seja viável em países com movimentos trabalhistas mais fracos. Eles apontam que, mesmo nos países escandinavos, a social-democracia está em declínio desde que o movimento sindical enfraqueceu. Em vez disso, Roemer e Bardhan argumentam que mudar os padrões de propriedade empresarial e socialismo de mercado, evitando a necessidade de redistribuição, seria mais sustentável e eficaz na promoção do igualitarismo.
Economistas marxistas argumentam que as reformas social-democratas - incluindo políticas de redistribuição de renda - como benefícios de desemprego e altos impostos sobre os lucros e os ricos criam mais contradições no capitalismo, limitando ainda mais a eficiência do sistema capitalista através da redução de incentivos para capitalistas investirem em mais produção. Na visão marxiana, a redistribuição não pode resolver as questões fundamentais do capitalismo - apenas uma transição para uma economia socialista pode.